# Паленке (муниципалитет)
Паленке (исп. Palenque) — муниципалитет в Мексике, штат Чьяпас, с административным центром в одноимённом городе. Численность населения, по данным переписи 2020 года, составила 132 265 человек.

## Общие сведения
Название Palenque с кастильского языка можно перевести как — место, огороженное частоколом.
Площадь муниципалитета равна 2888 км², что составляет 3,9 % от площади штата, а наиболее высоко расположенное поселение Сан-Антонио, находится на высоте 711 метров.
Он граничит с другими муниципалитетами Чьяпаса: на севере с Катасахой, на востоке с Ла-Либертадом, на юге с Окосинго и Чилоном, на западе с Сальто-де-Агуа, а на северо-западе и востоке с другим штатом Мексики — Табаско, и на юго-востоке проходит государственная граница с Гватемалой.

## Учреждение и состав
Муниципалитет был образован в 1915 году, по данным 2020 года в его состав входит 683 населённых пункта, самые крупные из которых:
| Код INEGI                  | Населённый пункт                                                                       | Численность населения (2005 год) | Численность населения (2010 год) | Численность населения (2020 год) |
| -------------------------- | -------------------------------------------------------------------------------------- | -------------------------------- | -------------------------------- | -------------------------------- |
| 065                        | Всего                                                                                  | 97991                            | 110918                           | 132265                           |
| 0001                       | Паленке (исп. Palenque) 17°30′33″ с. ш. 91°58′52″ з. д. (административный центр)       | 37301                            | 42947                            | 51797                            |
| 0105                       | Рио-Чанкала (исп. Río Chancalá) 17°20′03″ с. ш. 91°41′08″ з. д.                        | 1931                             | 2156                             | 2236                             |
| 0182                       | Агуа-Бланка-Серрания (исп. Agua Blanca Serranía) 17°16′01″ с. ш. 91°50′04″ з. д.       | 1188                             | 1263                             | 1726                             |
| 0047                       | Эль-Эден (исп. El Edén) 17°16′22″ с. ш. 91°33′32″ з. д.                                | 667                              | 764                              | 1467                             |
| 0191                       | Ариматеа (исп. Arimatea) 17°20′27″ с. ш. 91°52′37″ з. д.                               | 1093                             | 1251                             | 1385                             |
| 0106                       | Самуэль-Леон-Бриндис (исп. Doctor Samuel León Brindis) 17°26′09″ с. ш. 91°55′56″ з. д. | 1160                             | 1320                             | 1382                             |
| 0184                       | Роберто-Барриос (исп. Profesor Roberto Barrios) 17°19′36″ с. ш. 91°55′35″ з. д.        | 1044                             | 1173                             | 1361                             |
| 0712                       | Сан-Хуан-Тулиха (исп. San Juan Tulija) 17°14′32″ с. ш. 91°58′06″ з. д.                 | 809                              | 847                              | 1211                             |
| 0011                       | Бахадас-Грандес (исп. Bajadas Grandes) 17°42′04″ с. ш. 92°15′45″ з. д.                 | 925                              | 991                              | 1192                             |
| —                          | Прочие                                                                                 | 51873                            | 58206                            | 68508                            |
| Названия на карте Генштаба |                                                                                        |                                  |                                  |                                  |

## Экономическая деятельность
По статистическим данным 2000 года, работоспособное население занято по секторам экономики в следующих пропорциях:
- сельское хозяйство, скотоводство и рыбная ловля — 51,9 %;
- промышленность и строительство — 10,4 %;
- торговля, сферы услуг и туризма — 35,6 %;
- безработные — 2,1 %.

## Инфраструктура
По статистическим данным 2020 года, инфраструктура развита следующим образом:
- электрификация: 98 %;
- водоснабжение: 50,7 %;
- водоотведение: 92,9 %.

## Туризм
По данным 2000 года в муниципалитете работало 67 отелей, с общей численностью в 1938 номеров.
Основной достопримечательностью является Археологическая зона Паленке — древний город цивилизации майя, расположенный в 7 км восточнее современного Паленке. На его территории расположены несколько храмов, гробница правителя Пакаля и современный музей, построенный в 1995 году, в котором представлены различные находки.

## Галерея

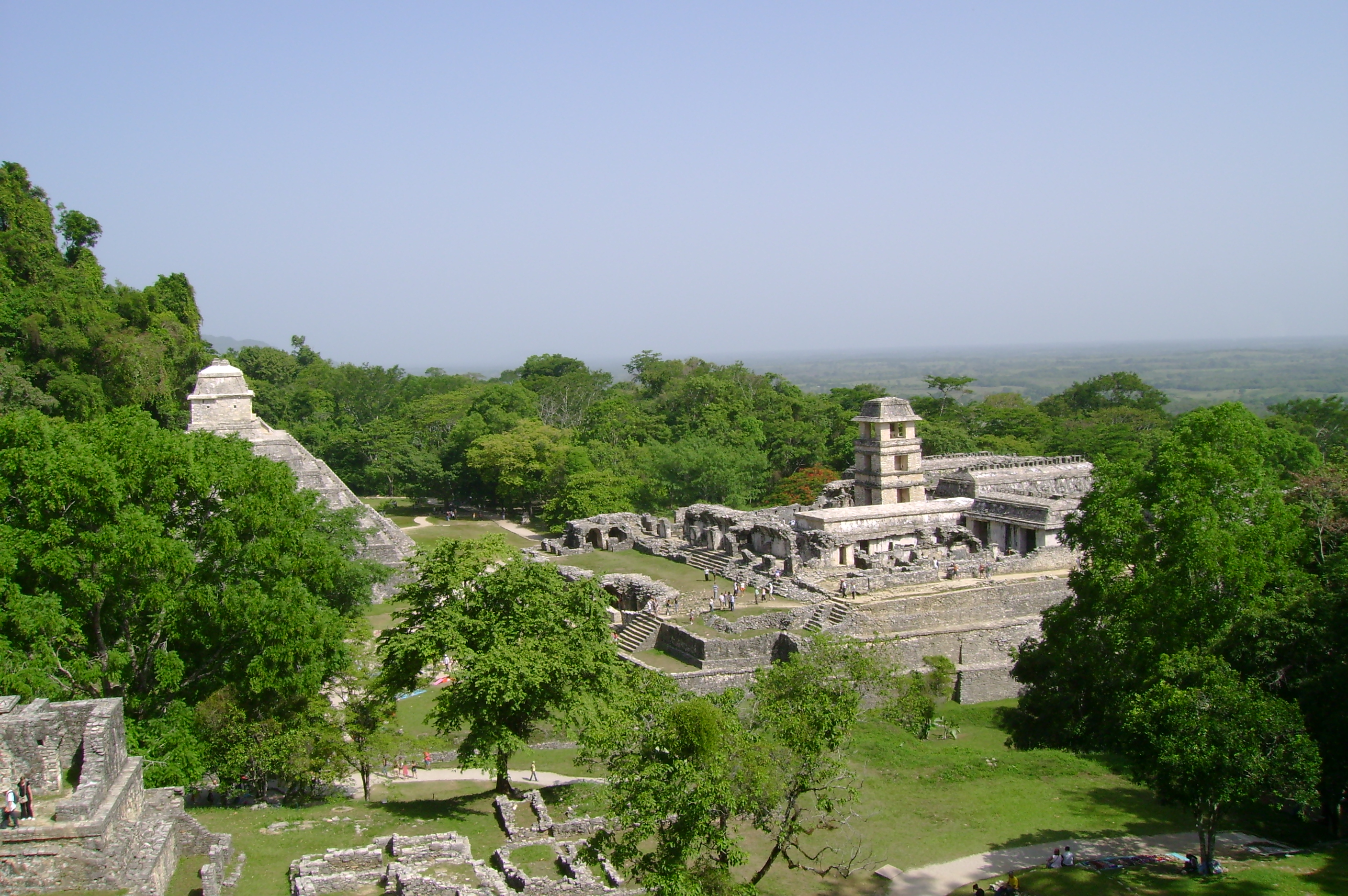
Вид на древний Паленке
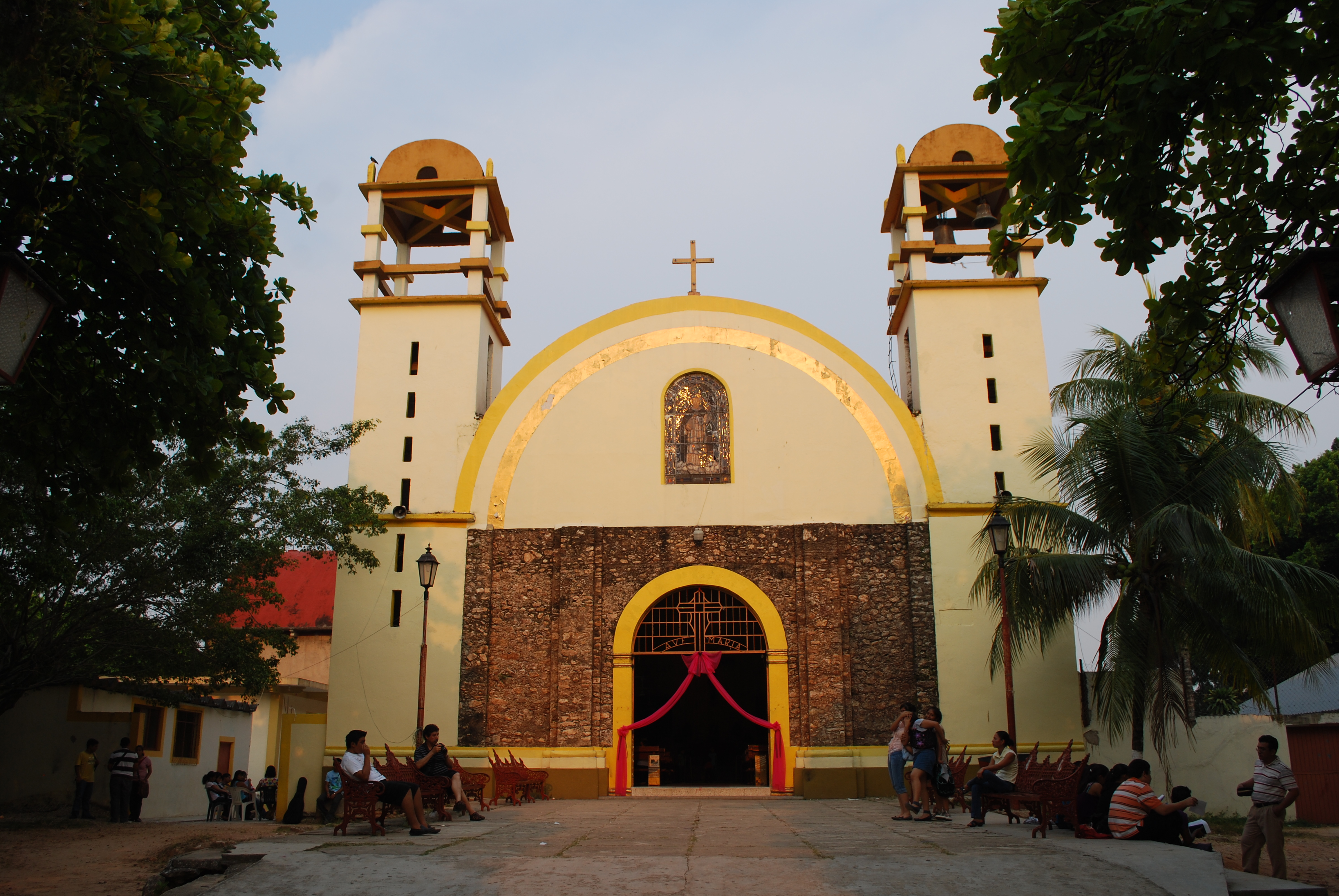
Церковь в современном Паленке
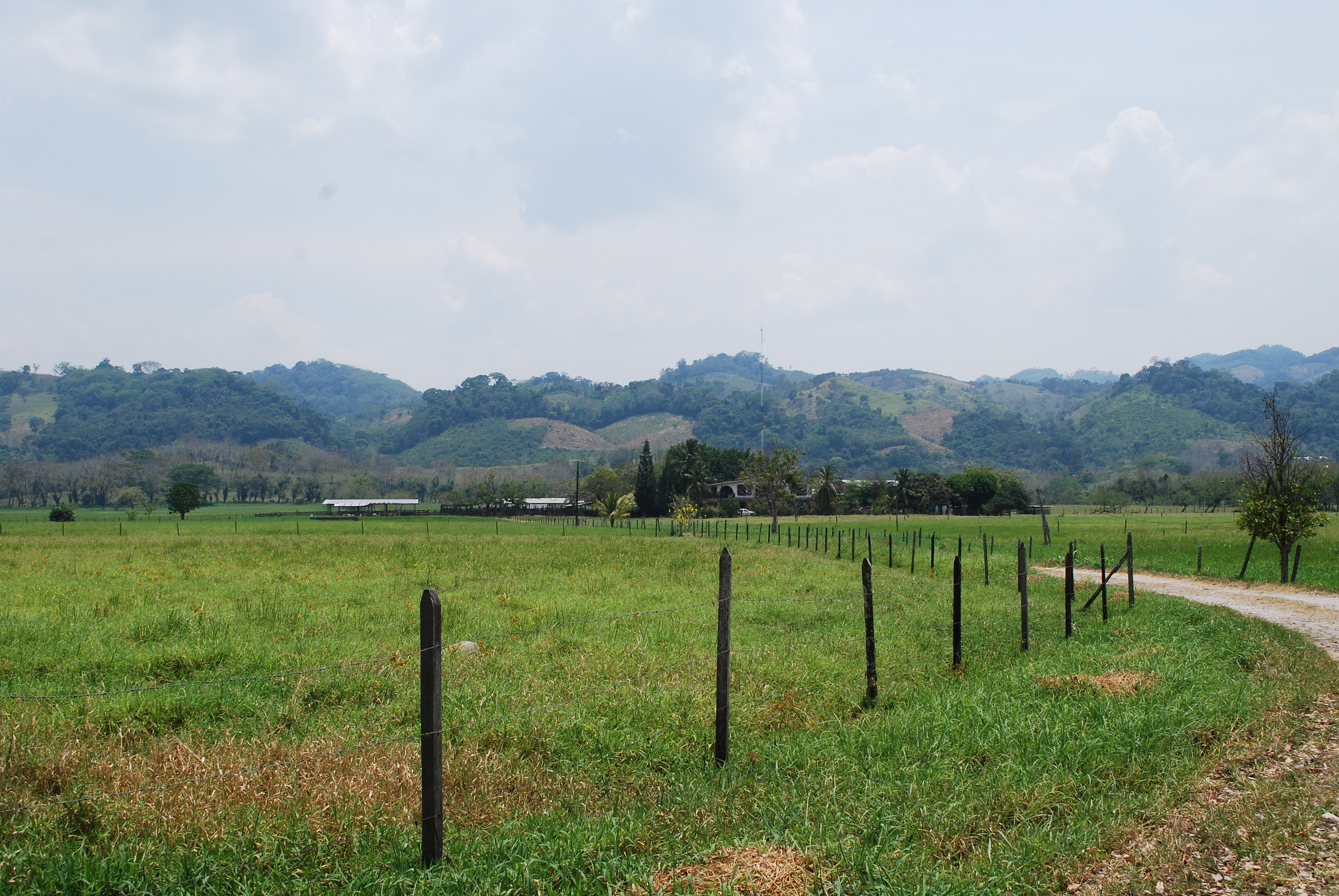
Одно из многочисленных ранчо
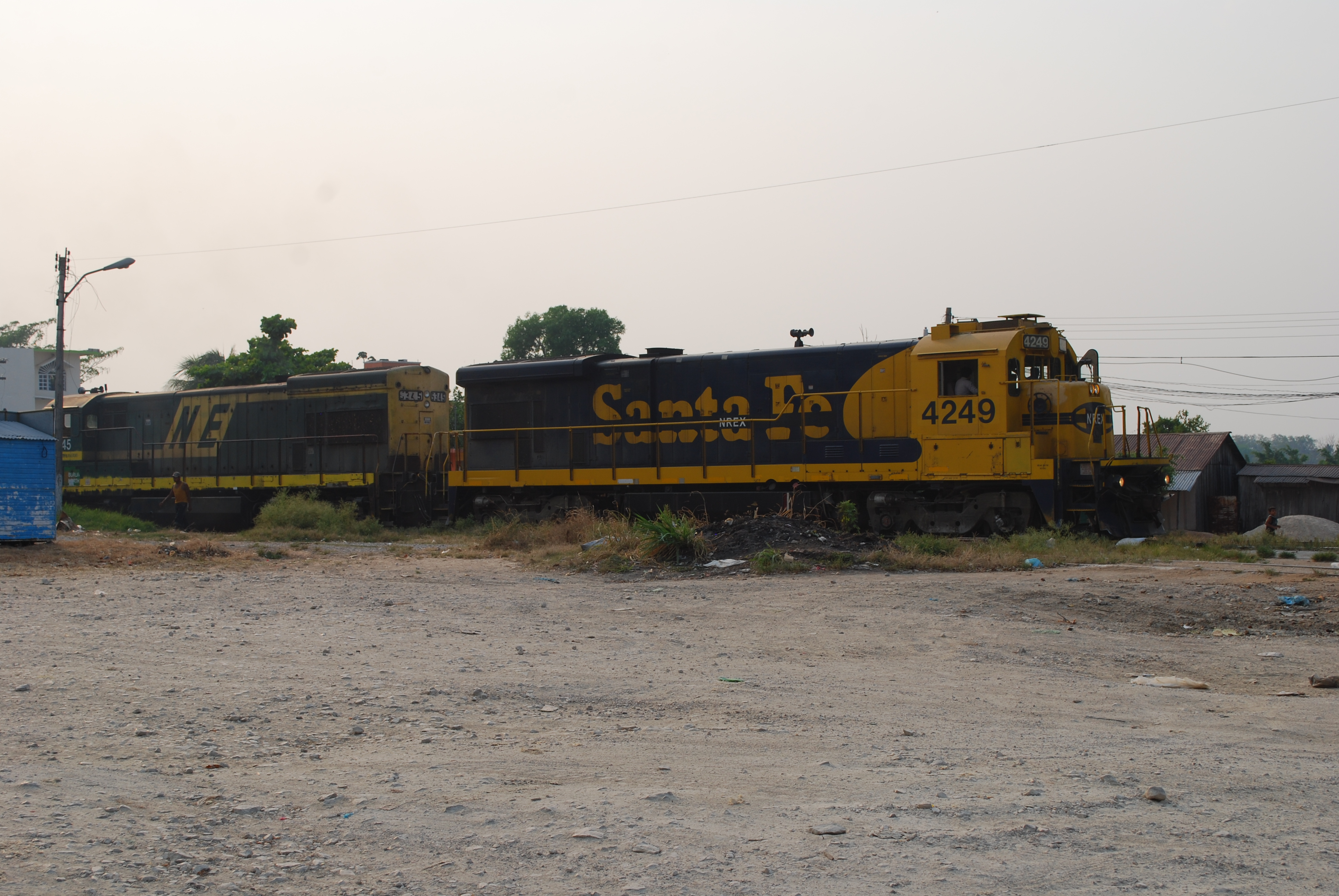
Проходящий через Паленке состав